# Robert Theodor Odenwald

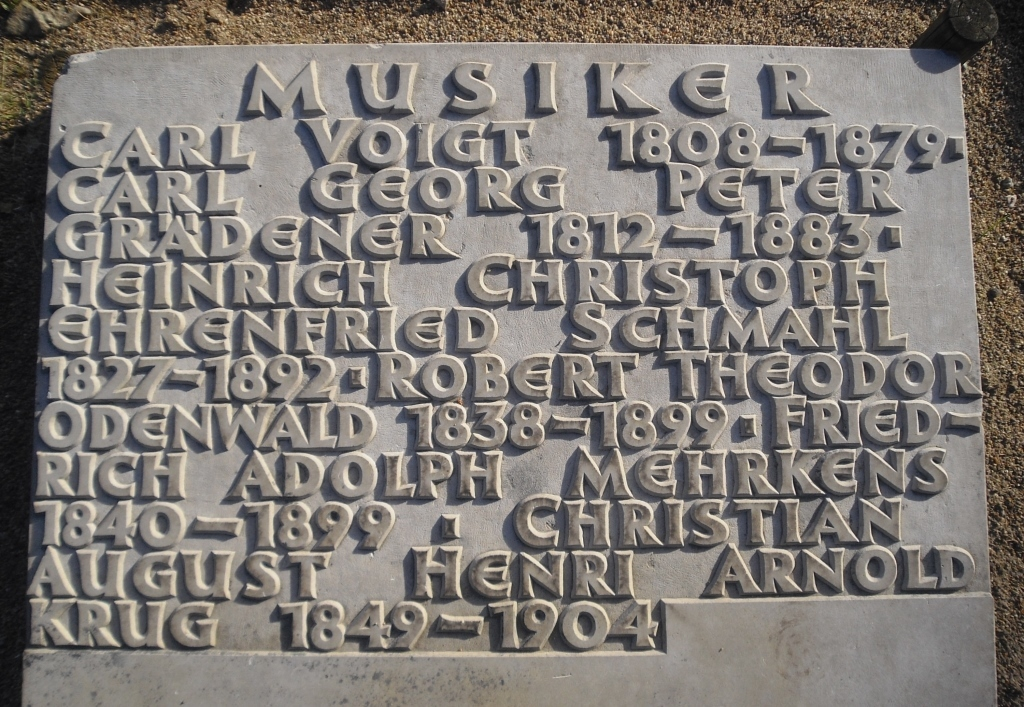
Erinnerung an Robert Theodor Odenwald auf einer Sammelgrabmaltafel im Althamburgischen Gedächtnisfriedhof auf dem Friedhof Ohlsdorf in Hamburg

Robert Theodor Odenwald (* 3. Mai 1838 in Frankenthal (Gera); † 22. April 1899 in Hamburg) war ein deutscher Musikpädagoge und Chorleiter.

## Leben
Robert Theodor Odenwald wurde schon mit 18 Jahren Präfekt des Geraer Kirchenchors. Er war ein Schüler von Wilhelm Tschirch und A. Helfer. Ab 1859 war er Gesanglehrer an Geraer Schulen und gründete hier 1868 einen Gesangverein. 1870 wurde er als Kantor an der Marienkirche und Gesanglehrer am Gymnasium nach Elbing berufen. Hier gründete er 1871 den Elbinger Kirchenchor.
Vermutlich auf Anregung von Robert Calinich wurde er 1882 nach Hamburg berufen als Gesanglehrer am Realgymnasium des Johanneums und am Wilhelmgymnasium. Auch hier begründete er einen Kirchenchor, der sich schnell entwickelte. Der Hamburger Kirchenchor wurde ab 1884 vom Staat subventioniert und 1891 ganz übernommen. Der Chor veranstaltete dienstags und donnerstags unentgeltliche Motettenaufführungen.
Odenwald war selbst Sänger und gab einige Vokalkompositionen heraus.
Sein Sohn Felix Odenwald (* 1865 in Gera) wurde Pianist.

## Werke
- Chöre aus Oratorien von Händel und Mendelssohn-Bartholdy, bearbeitet von Theodor Odenwald. Leipzig: C. Merseburger 1890